# Эвклид (царь Спарты)
Эвкли́д (Евкли́д; др.-греч. Εὐκλείδας) — царь Спарты в 227—222 годах до н. э. из династии Агиадов.

## Биография
Павсаний называл его Эпиклидом.
Отцом Эвклида был Леонид II, а матерью — Кратесиклея. В 227 году до н. э. после смерти Архидама V из рода Еврипонтидов, погибшего при не до конца выясненных обстоятельствах, молодой царь Клеомен III назначил своего младшего брата Эвклида соправителем. По словам Плутарха, Клеомен пытался таким образом избавиться от обвинений в стремлении к тирании. Однако это оказался единственный случай в истории, когда Спартой одновременно управляли два царя из одного рода.
Вопреки старинному обычаю, когда во время боевых действий один из спартанских царей оставался в городе, пока другой командовал армией в походе, Эвклид вместе с Клеоменом предводительствовал войсками в произошедшем в 222 году до н. э. сражении при Селласии. Эвклид командовал отрядами периэков и союзников, составлявшими левое крыло спартанского войска и занявшими позиции на возвышенностях. Согласно Полибию, во время наступления македонян и союзных с ними иллирийцев Эвклид упустил удачный момент для контратаки, вследствие чего солдаты Антигона III Досона опрокинули строй лакедемонян, а сам Эвклид пал в бою вместе со многими своими воинами. Плутарх со ссылкой на Филарха несколько иначе излагал ход событий, подчеркивая предательство как главную причину поражения спартанцев. Поняв, что Эвклид взят на другом фланге в кольцо превосходящими силами противника, Клеомен воскликнул: «Ты пропал, брат мой, мой любимый, ты пропал, но ты покрыл себя славою, и наши дети будут завидовать тебе, а женщины воспевать тебя в песнях!»